# روبي في الإنقاذ (فلم)
روبي في الإنقاذ (بالإنجليزية: Rescued by Ruby) هو فيلم درامي أمريكي لعام 2022 من إخراج كات شي. وهو مأخوذ عن قصة حقيقية. الفيلم من إصدارات شركة نتفليكس، تم إصداره في 17 مارس 2022.

## روابط خارجية
- مقالات تستعمل روابط فنية بلا صلة مع ويكي بيانات